# Toros de Rio Grande Valley
Maillots
Les Toros de Rio Grande Valley FC (en anglais : Rio Grande Valley FC Toros) ou Rio Grande Valley FC, était une franchise de soccer professionnel basé à Edinburg, dans l'État du Texas, fondé en 2015. La franchise évolue en United Soccer League, le deuxième niveau dans la hiérarchie nord-américaine. Première franchise hybride dans la ligue, elle est administrée par le groupe Lone Star, LLC tandis que le domaine sportif est sous la direction du Dynamo de Houston. Ainsi, cette franchise représente un nouveau modèle en Amérique du Nord, entre une équipe réserve et une équipe partenaire facilitant les prêts,.

## Histoire
En septembre 2014, les dirigeants du Dynamo de Houston rencontrent les représentants de l'USL afin de leur déclarer leur intention d'obtenir une équipe dans la ligue dès la saison 2016. En mars 2015, Bert Garcia annonce que les Rio Grande Valley Vipers de la NBA D-league ont obtenu les droits pour une franchise en USL, dépendamment de la construction d'un stade et du choix d'un nom pour la nouvelle équipe et confirment un rapport de la Major League Soccer selon lequel le Dynamo serait le partenaire en MLS.
Lors de sa première saison en USL, l'équipe connait un parcours admirable et décroche la deuxième place dans la conférence Ouest mais subit l'élimination dès le premier tour des séries. En fin de saison, l'entraîneur Wilmer Cabrera est promu à la tête de l'équipe première.

## Palmarès et records

### Bilan par saison
| Année | Niv. | Saison régulière | Saison régulière | Saison régulière | Saison régulière | Saison régulière | Saison régulière | Saison régulière | Position | Position | Séries                        | US Open Cup        | Affl. moy. saison régulière | Affl. moy. séries éliminat. |
| Année | Niv. | M                | V                | N                | D                | BP               | BC               | Pts              | Conf.    | Ligue    | Séries                        | US Open Cup        | Affl. moy. saison régulière | Affl. moy. séries éliminat. |
| ----- | ---- | ---------------- | ---------------- | ---------------- | ---------------- | ---------------- | ---------------- | ---------------- | -------- | -------- | ----------------------------- | ------------------ | --------------------------- | --------------------------- |
| 2016  | 3    | 30               | 14               | 9                | 7                | 47               | 24               | 51               | 2e       | 5e       | Premier tour                  | Non éligible       | 1 994                       | 2 701                       |
| 2017  | 2    | 32               | 9                | 8                | 15               | 37               | 50               | 35               | 11e      | 24e      | Non qualifié                  | Non éligible       | 7 067                       | N/Q                         |
| 2018  | 2    | 34               | 8                | 14               | 12               | 36               | 42               | 38               | 13e      | 25e      | Non qualifié                  | Non éligible       | 4 650                       | N/Q                         |
| 2019  | 2    | 34               | 11               | 8                | 15               | 50               | 58               | 41               | 12e      | 23e      | Non qualifié                  | Non éligible       | 3 812                       | N/Q                         |
| 2020  | 2    | 14               | 2                | 3                | 9                | 50               | 58               | 9                | 16e      | 31e      | Non qualifié                  | Non éligible       | -                           | N/Q                         |
| 2021  | 2    | 32               | 13               | 8                | 11               | 49               | 42               | 47               | 7e       | 16e      | Demi-finale de conférence     | Pas de compétition | 2 506                       | -                           |
| 2022  | 2    | 34               | 14               | 7                | 13               | 51               | 40               | 49               | 6e       | 13e      | Quart de finale de conférence | 3e tour            | 4 074                       | -                           |
| 2023  | 2    | 34               | 10               | 13               | 11               | 43               | 48               | 43               | 9e       | 16e      | Non qualifié                  | 2e tour            | 4 506                       | N/Q                         |

## Infrastructures

### Stades
Le Rio Grande Valley FC joue ses rencontres à domicile au H-E-B Park, une enceinte de soccer d'une capacité de 9 735 spectateurs, et s'entraîne sur les terrains annexes du H-E-B Park. Les Toros ont joué trois matchs au stade de soccer de l'Université du Texas du Vallée du Rio Grande pour commencer la saison 2016, avant de rejoindre leur nouveau stade.
La construction du H-E-B Park est achevée au premier trimestre de 2017 et les Toros ont joué un match contre le club mexicain du CF Monterrey le 22 mars 2017 pour inaugurer leur nouveau stade. La rencontre se solde par une défaite 3-0 pour le Rio Grande Valley FC.

## Personnalités du club

### Entraîneurs
Le tableau suivant présente la liste des entraîneurs du club depuis 2016.
| Rang | Nom              | Période   |
| ---- | ---------------- | --------- |
| 1    | Wilmer Cabrera   | 2016      |
| 2    | Junior Gonzalez  | 2017      |
| 3    | Gerson Echeverry | 2018-2020 |
| 4    | Wilmer Cabrera   | 2021-2023 |

## Soutien et image

### Rivalités
Le Rio Grande Valley FC partage une rivalité dans l'État contre le San Antonio FC.